# نادي إيفرتون للسيدات
نادي إيفرتون للسيدات هو نادي كرة قدم نسائي إنجليزي تابع لنادي إيفرتون. تأسس عام 1983 يلعب مبارياته في ملعب والتون هول.